# Stadsläkare
Stadsläkare (tidigare stadsfysikus) ombesörjde i svenska städer de åligganden, som på landsbygden tillkom provinsialläkare. 
Redan i början av 1600-talet antog några av Sveriges städer (tidigast Stockholm, Göteborg, Falun, Gävle, Malmö och Kalmar) i sin tjänst en så kallad stadsfysìkus. År 1669 ställdes i Stockholm vid stadsfysikus sida en stadskirurg (stadsbarberare), som skulle biträda vid behandling av utvärtes sjukdomar och olycksfall. Genom kunglig instruktion 1827 ombildades bådas tjänster till stadsläkartjänster (förste och andre stadsläkare). År 1757 anställdes de förste stadsdistriktsläkarna i Stockholm (tre till antalet) för att ge sjukvård åt stadens fattiga sjuka. 
I Stockholm, Göteborg och Malmö var förste stadsläkaren, respektive stadsläkaren, likställd med förste provinsialläkaren i länen, med i det närmaste samma tjänsteåligganden som denne. Stadsläkare utsågs av stadsfullmäktige, sedan Medicinalstyrelsen avgivit utlåtande över respektive sökandes kompetens samt åt hälsovårdsnämnden i staden lämnats tillfälle att yttra sig i ärendet. 
Stadsdistriktsläkare, det vill säga en person, som endast inom ett visst distrikt av staden utövade en stadsläkares funktion, utsågs i samma ordning av stadsfullmäktige, såvida inte förvaltningen av den allmänna sjukvården uppdragits åt hälsovårdsnämnden, då antagandet av dessa läkare jämväl kunde överlåtas åt samma nämnd.